# Borderlands (film, 2024)
Borderlands je americká akční sci-fi komedie z roku 2024, jejímž spoluscenáristou a režisérem je Eli Roth. Byla natočena podle videoherní série vyvinuté společností Gearbox Software. V hlavní roli se představila Cate Blanchettová, dále ve filmu hrají Kevin Hart, Jack Black, Édgar Ramírez, Ariana Greenblattová, Florian Munteanu, Gina Gershonová a Jamie Lee Curtisová.

## Děj
Na planetě Pandora unese zběhlý žoldák Roland za pomocí psychopata Kriega, umístěného ve stejném zařízení, teenagerku Tiny Tiny.
Mezitím na jiné planetě kontaktuje mocný korporátní magnát Atlas lovkyni odměn Lilith. Přesvědčí ji, aby zachránila jeho dceru Tinu. Lilith se poprvé od dětství vrací na Pandoru, svou domovskou planetu. S pomocí robota Claptrapa Tinu najde.
Spojí se s Rolandem a Kriegem, když zjistí, že Atlas chce svou dceru získat zpět proti její vůli. Dále se dozví, že Tina byla geneticky upravena biologickým materiálem starobylé rasy Eridianů, kteří kdysi obývali Pandoru. Atlas věří, že pouze ona může otevřít trezor, kde jsou uložena tajemství vyspělé technologie ztracené civilizace.
S pomocí Lilithiny dávné pěstounky, doktorky Patricie Tannisové, najdou klíč k otevření trezoru v podzemním bludišti, které obývá kmen Psychos. Klíč se jim podaří odnést zpět na povrch. Následně zničí signálové zařízení, které jí Atlas svěřil, když zachránila Tinu. Prostřednictvím robotického dronu Atlas říká, že dívku stále chce. Tina zaslechne konec rozhovoru a domnívá se, že ji Lilith zradila. Hodí po Lilith granát a zanechá ji v bezvědomí. Když se probere, Claptrap jí nevědomky přehraje holografický vzkaz, který nahrála její matka.
Druhý den tým bez Lilith a Claptrapa najde trezor. Zjistí, že na ně čeká Atlas. Tina však není schopna trezor otevřít. Objeví se Lilith a vysvětlí jí, že to dokáže právě ona, protože je Eridianka známá jako Ohnivý jestřáb. Atlas vyhrožuje, že Tinu zabije, pokud Lilith trezor neotevře. Ta uposlechne, ale uvězní Atlase uvnitř. Jeho osud je zpečetěn, když ho odvleče záhadný tvor.

## Obsazení
- Cate Blanchett jako Lilith
- Kevin Hart jako Roland
- Jack Black jako hlas Claptrapa
- Edgar Ramírez jako Atlas
- Ariana Greenblatt jako Tiny Tina
- Florian Munteanu jako Krieg
- Gina Gershon jako Mad Moxxi
- Jamie Lee Curtis jako Dr. Patricia Tannis
- Haley Bennett jako Lilithina matka
- Bobby Lee jako Larry
- Olivier Richters jako Krom
- Janina Gavankar jako velitelka Knoxx
- Cheyenne Jackson jako Jakobs
- Charles Babalola jako Hammerlock
- Benjamin Byron Davis jako Marcus
- Steven Boyer jako Scooter
- Ryann Redmond jako Ellie
- Harry Ford jako Middleman

## Produkce
Film byl ohlášen v srpnu roku 2015. Připravovala ho společnosti Lionsgate Films a Ari. Produkce spadala pod Aviho Arada. Režie se měl ujmout Leigh Whannell. V únoru roku 2020 se k nim připojil Erik Feig jako producent. Na režisérský post byl dosazen Eli Roth a na ten scenáristický Craig Mazin. Casting probíhal od května 2020 do dubna 2021. Natáčení začalo v dubnu 2021 v Budapešti a kvůli pandemii covidu-19 skončilo v červnu. Na začátku roku 2023 probíhalo dotáčení, které kvůli Rothovým závazkům k filmu Den díkůvzdání (2023) musel vést Tim Miller. Z projektu následně odešel scenárista Craig Mazin. Nahradil ho Joe Crombie. Hudbu k filmu složil Steve Jablonsky, který nahradil Nathana Barra.

## Vydání a kritika
Premiéra filmu proběhla 6. srpna 2024 v TCL Chinese Theatre v Los Angeles. Ve Spojených státech vyšel 9. srpna. V Česku měl film premiéru o den dříve. Film byl kritikou špatně přijat. V kinech se mu nedařilo.
Celosvětově utržil 10 milionů dolarů. Po úvodním víkendu web Deadline Hollywood uvedl, že studio pravděpodobně na filmu prodělá 20–30 milionů dolarů.